# 의사 거리
의사거리(pseudorange)는 일반적으로 GPS(Global Positioning Systems)에서 사용하는 방식으로, 위성과 지구에 존재하는 GPS 수신기 사이의 대략적인 거리를 의미한다. 의사거리의 pseudorange는 'pseudo'와 'range'라는 단어의 합성어이다.
GPS에서는 위치를 알고자 하는 객체의 위치를 계산하기 위해서 4개 이상의 위성으로부터 해당 객체의 거리와 위성의 위치를 알아야 한다. 위성의 궤도 파라미터를 알면 해당 위치를 어느 시점에서도 계산할 수 있으며, 각 위성의 유사점은 신호가 위성에서 수신기로 전달된 시간에 빛의 속도를 곱하여 얻는다. 다만, 측정된 시간에 대해 정확도 오류가 생길 수 있기 때문에 의사거리라는 포괄적인 용어를 사용한다.